# Dinastija Čan
Dinastija Čan (vijetnamski: Nhà Trần; Hán Nôm: 家陳; Hán Việt: 陳朝, Trần triều) vladala je Vijetnamom (u to vreme poznatim kao Daj Vijet 大越) od 1225 do 1400. Dinastiju je osnovao car Čan Taj Tong koji se popeo na presto nakon što je njegov ujak Čan Tu Do orkestrirao svrgavanje dinastije Li. Zadnji car dinastije bio je Tieu De, koji je u svojoj petoj godini bio prisiljen da abdicira tron u korist svog dede po majci, Ho Kui Lia. Dinastija Čan porazila je tri mongolske invazije, pri čemu je najzapaženija bila odlučujuća bitka na reci Bač Dang 1288. godine.
Čan dinastija je poboljšala kineski barut, što je omogućilo njihovo širenje na jug, uz poražavanje i vazalizuju carstva Čampa. Oni su takođe prvi počeli da koriste papirni novac u Vijetnamu.
Dinastija Čan se smatra zlatnim vremenom u vijetnamskom jeziku, umetnosti i kulturi; sa prvim delima Ču Nom literature napisanim u tom periodu, i prvim uvođenjem kolokvijalnog vijetnamskog jezika u sudstvo, pored kineskog. To je postavilo temelje za dalji razvoj i učvršćivanje vijetnamskog jezika i identiteta.

## Istorija

### Poreklo i formiranje
Preci klana Čan poticali su iz provincije Fuđen pre nego što su migrirali pod Čan Kinom (陳京, Čen Đing) u Daj Vijet, gde su njihovi potomci osnovali dinastiju Čan koja je vladala Daj Vijetom. Oni su bili mešovite krvi zbog mnogih međusobnih veza između Čana i nekoliko kraljevskih članova dinastije Li, zajedno sa članovima njihovog kraljevskog dvora. To je bio slučaj sa Čan Li i Čan Čua, čiji je sin Čan Čaj Tong kasnije postao prvi car dinastije Čan. Njihovi potomci su osnovali dinastiju Čan. Neki od potomaka i pojedini pripadnici klana još uvek su mogli da govorie kineski jezik, kao kad se izaslanik dinastije Juan susreo sa princom Čan Ćuok Čuanom koji je govorio kineski 1282. godine. Prvi iz klana Čan koji je živeo u Daj Vijetu bio je Čan Kin, koji se nastanio u selu Tcc Mac (danas My Loc, Nam Din) koji je živeo od ribolova. Nakon tri generacije u Daj Vijetu, klan Čan postao je bogata i moćna porodica pod Čin Liom, koji je bio unuk Čan Kina.

## Literatura
- Alan Kam-leung Chan; Gregory K. Clancey; Hui-Chieh Loy (2001), Historical perspectives on East Asian science, technology, and medicine, World Scientific, ISBN 9971-69-259-7
- Chapuis, Oscar (1995), A history of Vietnam: from Hong Bang to Tu Duc, Greenwood Publishing Group, ISBN 978-0-313-29622-2
- Đỗ, Thiện (2003), Vietnamese supernaturalism: views from the southern region, Routledge, ISBN 978-0-415-30799-4
- Hall, Kenneth R., ed.. . Volume 1 of Comparative Urban Studies. Lexington Books. Secondary Cities and Urban Networking in the Indian Ocean Realm, C. 1400–1800. 2008. ISBN 9780739128350.. Retrieved 7 August 2013.
- Lockard, Craig (2009), Southeast Asia in World History, Oxford University Press, ISBN 978-0-19-516075-8
- Hồng, Mai (1989), Các trạng nguyên nước ta (на језику: Vietnamese), Hanoi: Education Publishing House
- Terry E. Miller; Williams, Sean (2008), The Garland handbook of Southeast Asian music, Routledge, ISBN 978-0-415-96075-5
- National Bureau for Historical Record (1998), Khâm định Việt sử Thông giám cương mục (на језику: Vietnamese), Hanoi: Education Publishing House
- Ngô Sĩ Liên (1993), Đại Việt sử ký toàn thư (на језику: Vietnamese) (Nội các quan bản изд.), Hanoi: Social Science Publishing House
- Phạm Văn Sơn (1983), Việt sử toàn thư (на језику: Vietnamese), Japan: Association of Vietnameses in Japan
- Stuart-Fox, Martin (2003), China and Southeast Asia: Tribute, Trade and Influence, Allen & Unwin, ISBN 978-1-86448-954-5
- Tarling, Nicholas (1992), The Cambridge History of Southeast Asia, Volume one: From Early Times to C. 1800, Cambridge University Press, ISBN 978-0-521-35505-6
- Taylor, K. W..  (illustrated ed.). Cambridge University Press. A History of the Vietnamese. 2013. ISBN 9780521875868.. Retrieved 7 August 2013.
- Taylor, Keith Weller (1991), The Birth of Vietnam, University of California Press, ISBN 978-0-520-07417-0
- Tham Seong Chee (1981), Essays on Literature and Society in Southeast Asia: Political and Sociological Perspectives, Singapore: NUS Press, ISBN 9971-69-036-5
- Trần Trọng Kim (1971), Việt Nam sử lược (на језику: Vietnamese), Saigon: Center for School Materials
- Tuyet Nhung Tran; Anthony J. S. Reid (2006), Việt Nam Borderless Histories, Madison, Wisconsin: University of Wisconsin Press, ISBN 978-0-299-21770-9
- Trương Hữu Quýnh; Đinh Xuân Lâm; Lê Mậu Hãn (2008), Đại cương lịch sử Việt Nam (на језику: Vietnamese), Hanoi: Education Publishing House
- Wolters, O. W. (2009), Monologue, Dialogue, and Tran Vietnam, Cornell University Library